# Hlavka gibsoni
Hlavka gibsoni är en stekelart som beskrevs av Boucek 1993. Hlavka gibsoni ingår i släktet Hlavka och familjen puppglanssteklar. Inga underarter finns listade i Catalogue of Life.